# Klaviertrio Würzburg
Das Klaviertrio Würzburg wurde 2001 in Würzburg als Kammermusik-Ensemble gegründet, in der klassischen Trio-Besetzung Klavier, Violine und Violoncello.

Die Mitglieder des Trios unterrichten zudem am Lehrstuhl für Musikpädagogik der Universität Würzburg.

## Geschichte
Das 2001 gegründete Klaviertrio Würzburg studierte bei   Hatto Beyerle (Alban Berg Quartett) an der Hochschule für Musik und Theater Hannover und bei Sören Uhde an der Hochschule für Musik Würzburg. Zudem besuchte es Meisterkurse von Menahem Pressler und Siegfried Palm. Die solistische Ausbildung der drei Musiker erfolgte an den Musikhochschulen in Würzburg, München, Mannheim, Hannover, Lübeck und am Salzburger Mozarteum.
Nach seinem Debüt in der Würzburger Residenz folgten Konzertreisen nach München, Wien, Paris, Berlin, Hamburg, Köln, Essen, Dresden, Leipzig, Magdeburg, Hannover und Basel.
Das Klaviertrio Würzburg war in Rundfunk und Fernsehen zu hören bzw. zu sehen, so  im Bayerischen Rundfunk, BR-alpha, Norddeutschen Rundfunk, Radio Bremen. Mitteldeutscher Rundfunk, SWR, WDR und Deutschlandradio Kultur.
Des Weiteren konzertierte das Trio beim Würzburger Mozartfest, den Würzburger Bachtagen, Mendelssohn-Festtagen Leipzig, Jüdischen Kulturtagen Bad Kissingen, vor dem Berliner Bode-Museum, bei den Musik- und Kunstfreunden Heidelberg, den Gießener Meisterkonzerten, dem Internationalem Musikfest Goslar, den Herzberger Schlosskonzerten, den Meisterkonzerten Bad Münder, den Bayreuther Festspielsoiréen, dem Hohenloher Kultursommer, Spohr-Sommer Braunschweig, Oberstdorfer Musiksommer und in der Münchner Allerheiligen-Hofkirche sowie im Gasteig.
Mit  Ulrich Konrad konzipierte das Klaviertrio Würzburg für die Universität Würzburg Kammermusikzyklen von Mozart, Haydn, Beethoven, Schubert, Mendelssohn, Schumann, Brahms, Dvořák, die in der Würzburger Residenz zur Aufführung kamen.
Zudem sind die Mitglieder des Trios Lehrbeauftragte für Musikpädagogik an der Universität Würzburg, im Bereich der Solo- / Instrumental- bzw. Kammermusik.
Bei Keferstein Records sind vier CDs erschienen.

## Stipendium
- 2005: Richard-Wagner-Verband

## Diskografie (Auswahl)
- Mendelssohn, Chopin, Liszt: Trios für Klavier, Violine und Violoncello / Ungarische Rhapsodie (Keferstein Records, 2005)
- Zilcher, Brahms: Trios für Klavier, Violine und Violoncello (Keferstein Records, 2008)
- Saint-Saëns, Dvořák: Trios für Klavier, Violine und Violoncello (Keferstein Records, 2012)
- Weber: Trio für Klavier, Violine und Violoncello sowie Encores von Tiefensee, Schubert, Ernst, Yun, Saint-Saëns, Weber, Fauré, Liszt, Daquin (Keferstein Records, 2015)
- Ben-Haim: Variations on a Hebrew Melody, Smetana: Trio für Klavier, Violine und Violoncello g-moll op. 15. (2022)